# Flurlingen
Flurlingen je mjesto u kantonu Zürichu u Švicarskoj.

## Povijest
Prvi puta spominje se 876. godine.

## Stanovništvo
Prema službenim statistikama popisa stanovništva Flurlingena.
| Godina | Broj stanovnika |
| ------ | --------------- |
| 1637.  | 170             |
| 1708.  | 329             |
| 1850.  | 400             |
| 1900.  | 902             |
| 2000.  | 1248            |
| 2005.  | 1375            |

## Vanjske poveznice
- Službene stranice Flurlingena